# Maeve Binchy
Maeve Binchy, född 28 maj 1940 i Dalkey, County Dublin, död 30 juli 2012 i Dublin, var en irländsk författare. Hon var gift med barnboksförfattaren Gordon Snell. Binchys böcker hade vid hennes död översatts till 37 språk, och den totala försäljningen uppgick till över 40 miljoner böcker.
Binchys romaner Circle of Friends och Tara Road har filmatiserats. Hennes romaner utspelar sig oftast på Irland och behandlar kontrasten mellan förr och nu och mellan Irland och England dit hennes huvudpersoner ofta flyttar för kortare eller längre tid.

## Böcker översatta till svenska
- 1985 - Tänd ett litet ljus (Light a penny candle)
- 1986 - Tom O'Briens dotter (Echoes)
- 1988 - Eldflugornas sommar (Firefly summer)
- 1989 - Silverbröllopet (Silver wedding)
- 1991 - När ödets stjärnor faller, även som "Circle of friends" 1995 (Circle of friends)
- 1993 - I blodbokens skugga (The copper beech)
- 1995 - Glassjön (The Glass Lake)
- 1996 - I år blir det nog bättre (This year it will be different) Nyutgiven 2018
- 1997 - Nora O'Donoghues dröm (Evening class)
- 1998 - Huset vid Tara Road (Tara Road)
- 2000 - Sveda och värk, illustrerad av Wendy Shea (Aches and pains)
- 2002 - Hemkomsten (The return journey)
- 2001 - Scarlet & Feather (Scarlet Feather)
- 2003 - Vi ses på Quentins (Quentins)
- 2004 - Dublin 4 (Dublin 4)
- 2005 - Stjärnklara nätter (Nights of rain and stars)
- 2007 - Den magiska källan (Whitethorn Woods)
- 2009 - I själ och hjärta (Heart and Soul)
- 2012 - Allt för Frankie (Minding Frankie)
- 2014 - Vinter i drömhuset (A week in winter)
- 2015 - Hos oss på Chestnut street (Chestnut street)
- 2017 - Picknick vid St Paul's (A few of the girls)
- 2019 - Hela huset fullt (Full house)
- 2019 - Victoria Line, Central Line (Victoria line, Central line)

## Filmatiseringar
- Tom O'Briens dotter, brittisk TV-serie visad på SVT 1989
- Circle of Friends, 1995, irländsk film (regisserad av Pat O'Connor)
- Huset vid Tara Road, 2005, irländsk film (regisserad av Gillies MacKinnon)